# Metro

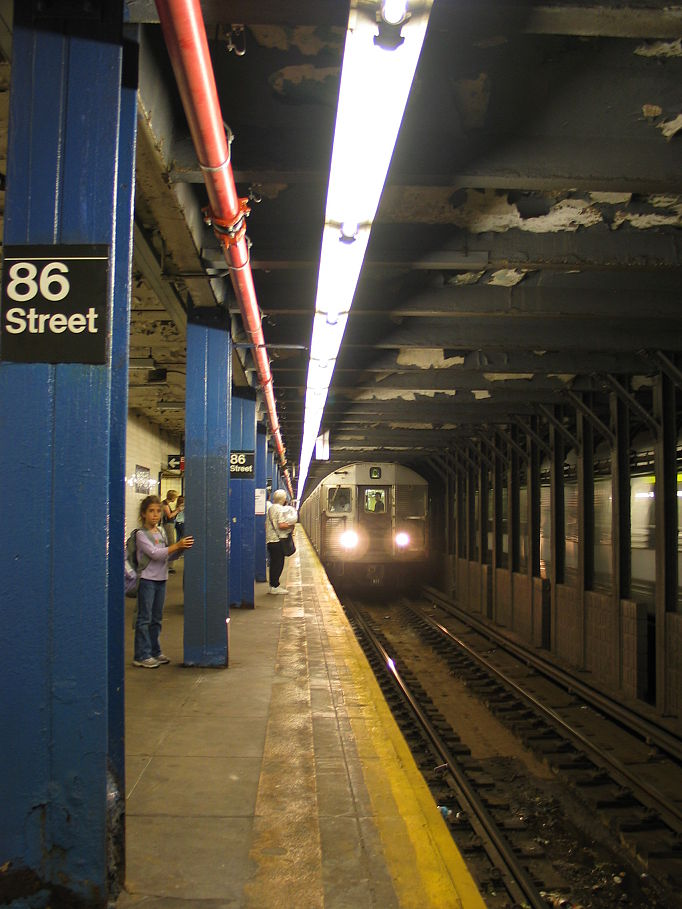
Nowy Jork

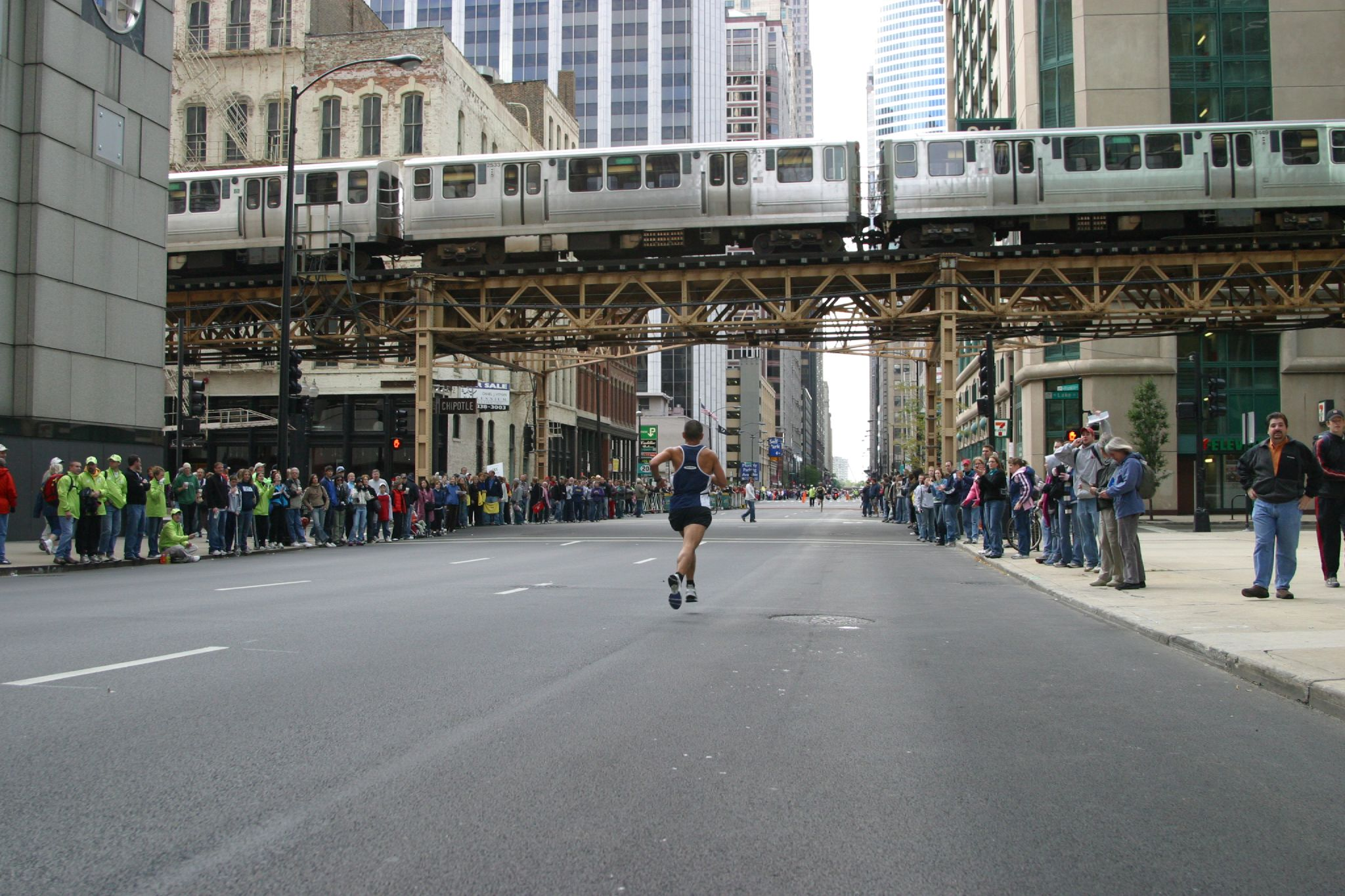
Chicago – pociąg metra jadący po estakadzie

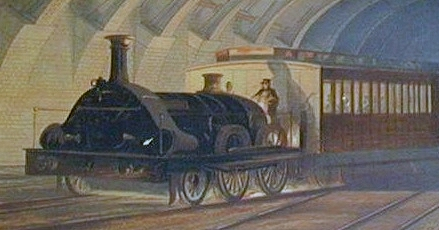
Londyn – skład wagonów metra ciągnięty przez lokomotywę parową

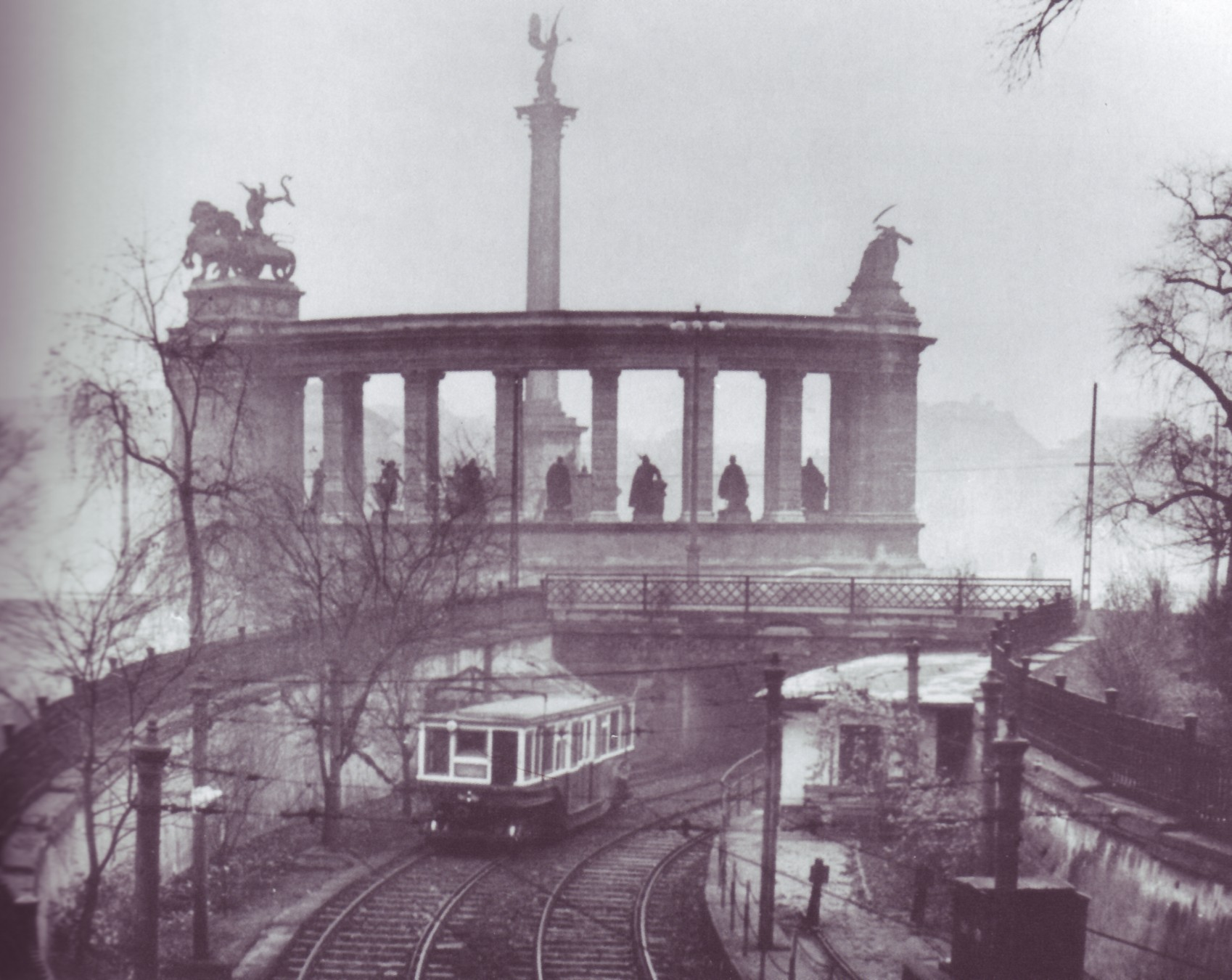
Budapeszt – pierwsze elektryczne metro w kontynentalnej Europie

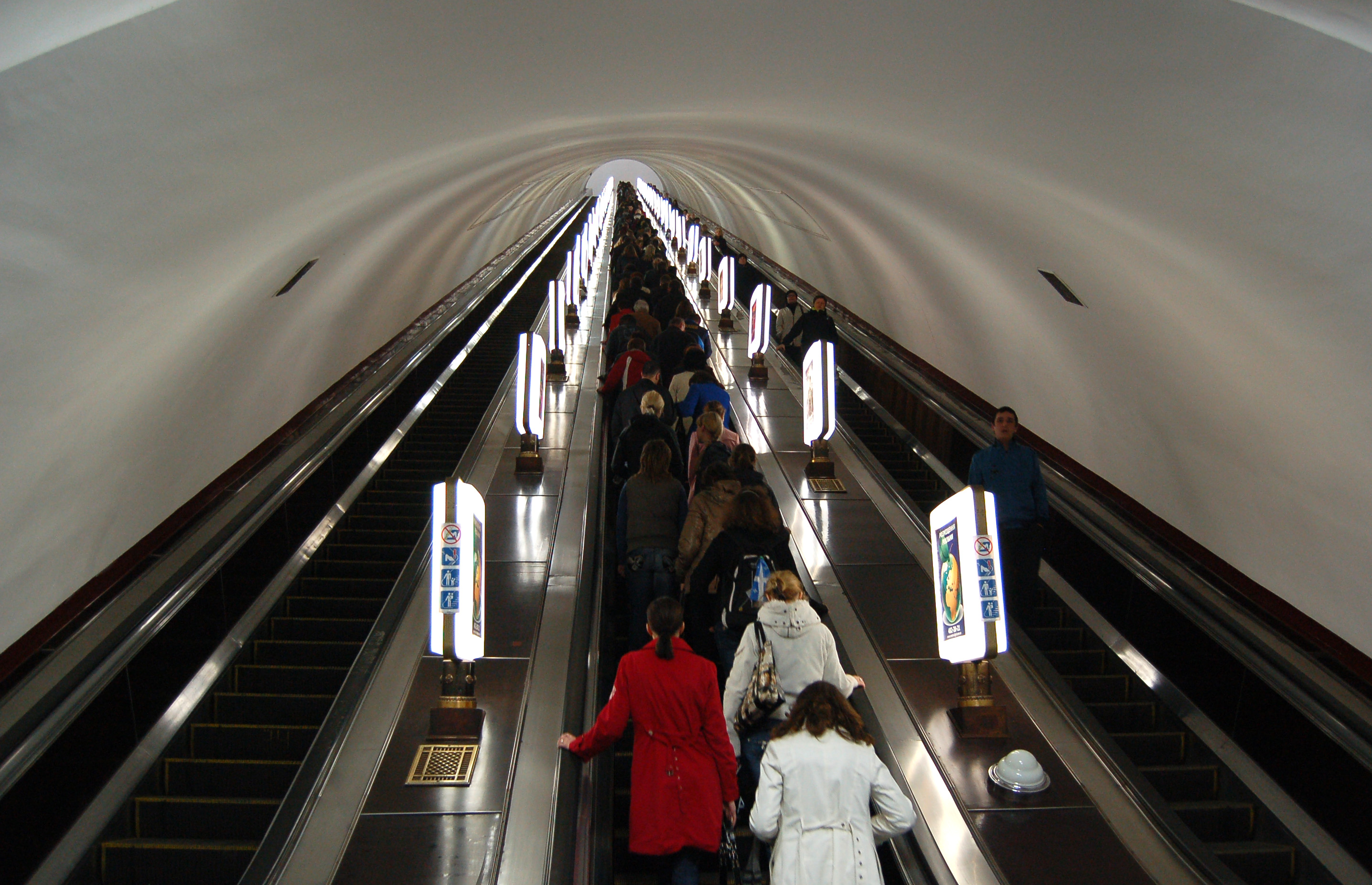
Stacja Arsenalna w kijowskim metrze jest najgłębiej zbudowaną stacja metra w Europie

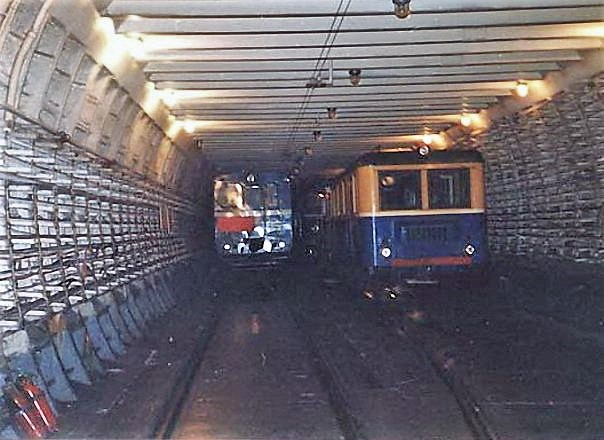
Metro-2 w Moskwie

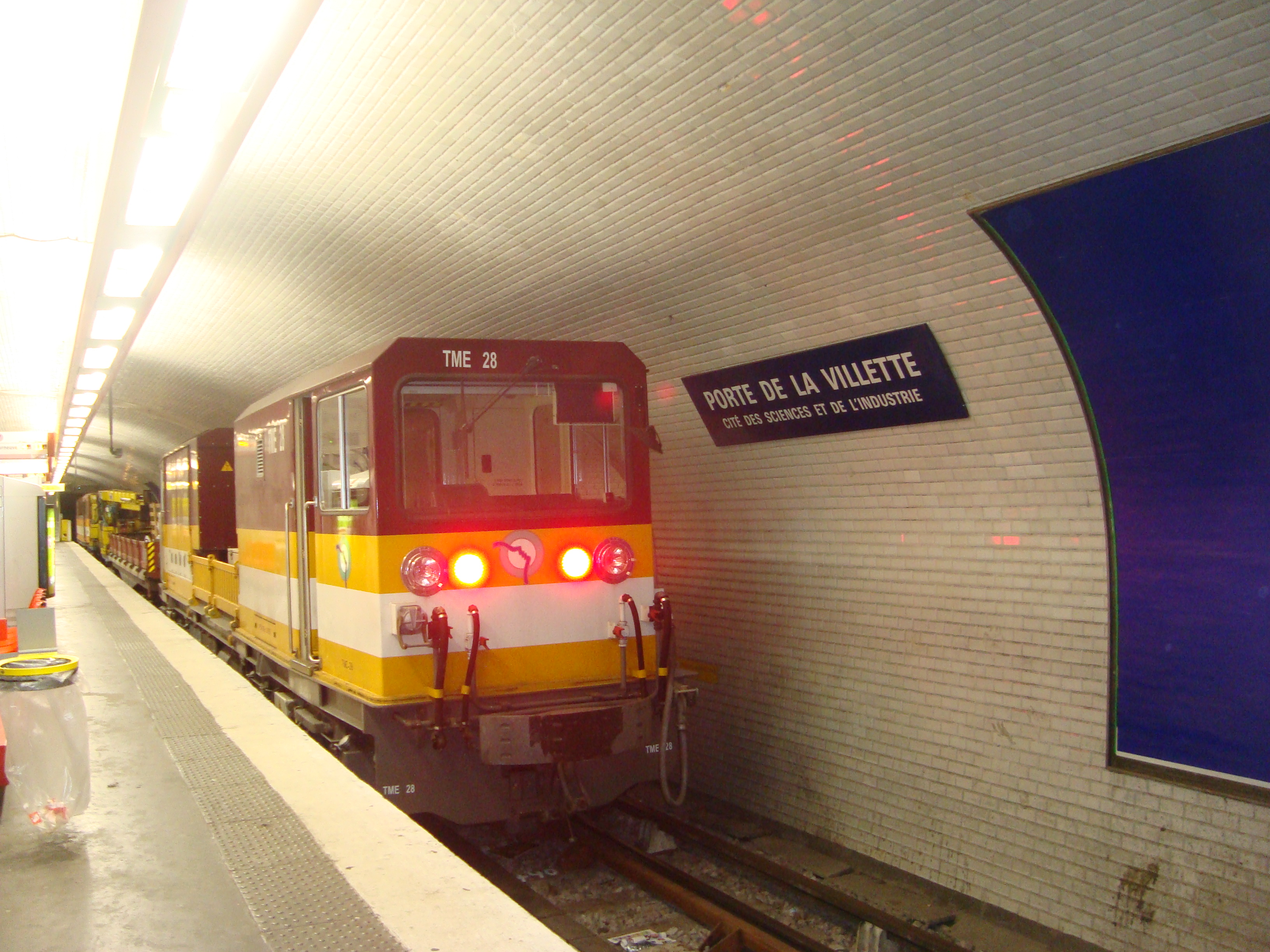
Paryż – pociąg roboczy

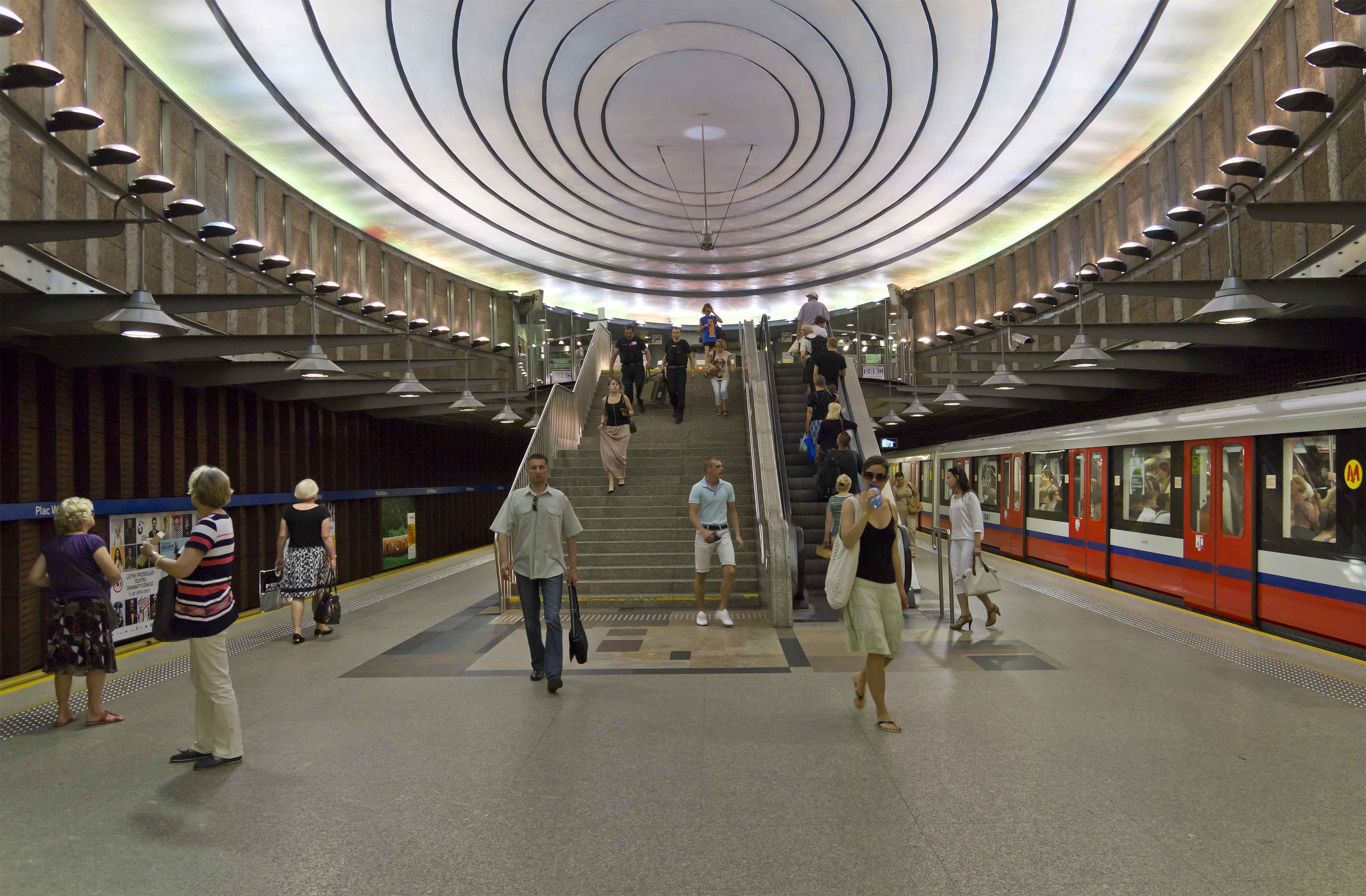
Warszawa – stacja Plac Wilsona

Metro (fr. métro, od chemin de fer métropolitain „metropolitalna droga żelazna”) – kolej przeznaczona do transportu pasażerów, o zdolności przepustowej umożliwiającej obsługę ruchu o dużym nasileniu oraz charakteryzująca się wyłącznymi prawami drogi, wielowagonowymi pociągami, dużą prędkością i dużym przyspieszeniem, złożonym systemem sygnalizacji, jak również brakiem skrzyżowań jednopoziomowych, w celu umożliwienia wysokiej częstotliwości jazdy pociągów, oraz dużym obciążeniem peronu.
Metro charakteryzują ponadto rozmieszczone blisko siebie stacje, co zwykle oznacza odległość 700–1200 m między stacjami. „Duża prędkość” odnosi się tu do porównania z tramwajami i koleją miejską i oznacza w tym przypadku około 30–40 km/h na krótszych odcinkach i 40–70 km/h na dłuższych odcinkach.
Linie metra prowadzone mogą być w płytkich lub głębokich tunelach, po powierzchni terenu, a także na estakadach, czy nad poziomem ulic.
Granica między metrem a innymi środkami transportu zbiorowego, do których zaliczyć można szybki tramwaj i kolej miejską, nie jest zawsze wyraźnie określona. Nazwa metro używana jest w niektórych krajach na określenie systemów, które łączą w sobie elementy prawdziwego metra, premetra, szybkiego tramwaju i kolei miejskiej. Z drugiej strony istnieją też systemy kolei miejskich spełniające wszystkie kryteria, aby nosić oficjalną nazwę metra, jednak nie są tak nazywane.
Głównymi zaletami metra w porównaniu z innymi środkami transportu miejskiego są: większa pojemność i zdolność przewozowa, wyższa prędkość komunikacyjna i przyjazność dla środowiska. Wadą są natomiast wysokie koszty budowy.

## Historia
W 1845 r. został otwarty podziemny tunel kolejowy, ciągnący się przez około 500 m pod ulicami Brooklynu (obecnie Nowy Jork). Pierwsza całkowicie podziemna linia – Metropolitan Railway – została otwarta w Londynie 10 stycznia 1863. Zbudowana została na niewielkiej głębokości, metodą odkrywkową. Łączyła ulice Bishop’s Bridge Road (Paddington) i Farringdon, miała długość 6 km, napęd zapewniały lokomotywy parowe. Londyńskie metro szybko się rozrastało i powstawały kolejne linie. W 1890 otwarta została pierwsza na świecie zelektryfikowana linia obsługiwana przez City & South London Railway, jednak na większości linii do 1905 wagony ciągnięte były przez lokomotywy parowe, co wymagało zastosowania wiatraków i szybów w celu wentylacji tuneli. Pierwszy tunel podwodny przebito pod Tamizą, wybudowany został przez sir Marca Brunela i jego syna Isambarda. Początkowo projektowany dla ruchu konnego, stał się częścią metra w roku 1869.
W 1870 otwarto eksperymentalną linię w Nowym Jorku, zamknięto ją jednak po trzech latach. Pierwsza kolej podziemna w kontynentalnej Europie pojawiła się w Budapeszcie w 1896, po zaledwie dwóch latach budowy. Łączyła Vörösmarty tér w centrum miasta z Artézi fürdő (obecnie Széchenyi fürdő) i była obsługiwana przez składy elektryczne. W tym samym roku oddano do użytku linię w Glasgow, w której wagony ciągnięte były za pomocą systemu lin stalowych, aż do chwili elektryfikacji w 1935 r.
W 1900 zostało otwarte metro w Paryżu. Jego pełna nazwa – Chemin de Fer Métropolitain (metropolitalna kolej żelazna) – była wiernym tłumaczeniem angielskiego London Metropolitan Railway. W języku francuskim nazwa została skrócona do pojedynczego słowa – métro – przejętego następnie przez wiele innych języków, w tym polski.
Najstarszą linią kolei podziemnej w Stanach Zjednoczonych jest Green Line (Zielona Linia) oddana w Bostonie w 1897 r. Pierwsza regularna podziemna linia w Nowym Jorku została oddana w 1904, choć pierwsze pociągi miejskie kursowały nad ziemią już prawie 35 lat wcześniej (nieistniejąca już Ninth Avenue Line otwarta w 1868 a zamknięta ostatecznie w 1958).
Pierwsza linia na półkuli południowej została zbudowana w Buenos Aires (Argentyna) w 1913 r. Najstarszą linią w Azji jest otwarta 30 grudnia 1927 r. tokijska linia Ginza. Systemy metra w Afryce istnieją tylko w Kairze (1987) i w Algierze (2011). W Oceanii system metra istnieje tylko w Sydney (2019).

## Problem definicji
W języku powszechnym metro jest rozumiane często jako podziemna kolej jeżdżąca przez miasto, stanowiąca wraz z tramwajami i koleją miejską, jeden z równoczesnych systemów komunikacji szynowej w mieście. W rzeczywistości nie każde metro ma elementy podziemne, lub są one dominującym elementem. Metro jest również często łączone lub przerabiane z innych elementów tras szynowych, kosztem ich poprzedniej formy, lub jako ich substytut. Demarkacja metra od tramwaju i kolei miejskiej typu „szybka kolej” bywa utrudniona bądź niemożliwa przez różnorodne założenia koncepcji „metra”.
Jako przykłady różnorodnych rozumień pojęcia „Metro”, oraz ich roli w systemie miejskim, można wymienić między innymi:
- Chemin de Fer Métropolitain (Francja) – linie podziemne, w wąskich tunelach, jeżdżące również na ziemi, na mostach oraz pomiędzy dwoma stronami jezdni. Linie obejmują starą część miasta. Do miasta nie dochodzą krajowe linie kolejowe, ograniczając się do dworców na przedmieściach, do których można się dostać również pociągami metra. Istnieją tylko dwie linie tramwajowe.
- Tokyo Chikatetsu (Japonia) – dawne tory tramwajowe, połączone z sieciami kolei krajowej jako jeden system. Nie istnieje odpowiednik kolei miejskiej, gdyż stanowi go właśnie metro. Część linii zatrzymuje się na dworcu centralnym w centrum, gdzie istnieją też tunele dla najgęściej zabudowanych obszarów. Kolej przecina czasami jezdnię, gdzie ma priorytet przejazdu. Istnieje tylko jedna linia tramwajowa.
- Dubai Mall (Zjednoczone Emiraty Arabskie) – pociąg miejski obejmujący centrum miasta i dzielnicę turystyczną. Jeździ na estakadzie pomiędzy jezdniami. Istnieją jedna linia tramwajowa, oraz jedna linia jednoszynówki. W Zjednoczonych Emiratach Arabskich nie działają ponadto żadne koleje krajowe.
- Taipei Mass Rapid Transit (Republika Chińska) – koleje jeżdżące na estakadzie, pomiędzy jezdniami oraz budynkami.
- Frankfurt on Men Untergrundbahn (Niemcy) – pociągi w tunelach na starej części miasta, poza nią – na powierzchni, często przecinając jezdnię (priorytet przejazdu) czy skręcając. Konstrukcja pociągów metra jest typowa dla tramwajów.
- Munnich Untergrundbahn (Niemcy) – linie podziemne na starówce i naziemne poza nią. Jednocześnie istnieje system tramwajów, zaś kolej miejska (S-Bahn) obejmuje jedną linię kolejową wzdłuż miasta, wraz z elementami podmiejskich linii na granicy przedmieść i granic miasta.
- Metro w Warszawie (Polska) – jedna długa, prosta linia idąca przez całą szerokość miasta, umieszczona w 100% pod ziemią z pociągami osiągającymi prędkość do 80 km/h, oraz druga różniąca się jedynie mniej prostą trasą i tunelem pod powierzchnią Wisły. Nie istnieją skręty dla poszczególnych połączeń w obrębie torowisk (jedno połączenie ma cały tunel na wyłączność). Oprócz tego działają linie korzystające z niezależnej, krajowej infrastruktury kolejowej, idącej przez miasto i okolice, w tym Szybka Kolej Miejska (5 linii), Warszawska Kolej Dojazdowa (2 linie) oraz aglomeracyjne linie Kolei Mazowieckich (połączenia między innymi do Modlina czy Wołomina). Istnieje ponadto gęsta sieć tramwajowa, podobnie jak reszta, niezależna od pozostałych i modernizowana w stronę bezkolizyjności, zaś w przypadku przecinania dróg, w większości przypadków tramwaj posiada pierwszeństwo.

## Systemy metra
Treść tej sekcji od 2017-09 należy opracować w taki sposób, aby nie uwypuklała nadmiernie polskiej specyfiki / aby nie zawężała się tylko do polskich warunków
Dokładniejsze informacje o tym, co należy poprawić, być może znajdują się w dyskusji tej sekcji.
 Po wyeliminowaniu niedoskonałości należy usunąć szablon {{Dopracować}} z tej sekcji.
     Metro tylko w jednym mieście
     Metro w dwóch lub więcej miast
     Metro w fazie budowy
     Metro w fazie planowania
     Bez metra

Państwa, w których istnieje sieć metra:
Metro tylko w jednym mieście
Metro w dwóch lub więcej miast
Metro w fazie budowy
Metro w fazie planowania
Bez metra

- Najmniejszą miejscowością na świecie, w której zbudowano metro jest liczące 1200 mieszkańców Serfaus w Austrii. Powstało w latach osiemdziesiątych XX wieku. Składa się z jednej linii o długości 1200 metrów i z czterech przystanków. Służy narciarzom, którzy przyjeżdżają tam na wakacje[9].
- W 2015 roku metro w Nowym Jorku miało najwięcej stacji (469) i linii (27)[10][11].
- Najwięcej pasażerów rocznie przewiozło metro w Tokio – ponad trzy miliardy[12].
- Największą łączną długość linii ma metro w Szanghaju: 673 km[13].
- Stacją leżącą najniżej na świecie pod powierzchnią gruntu jest znajdująca się na głębokości 116 metrów Hongyancun station(inne języki) w Chongqing[14].
- Równolegle z metrem moskiewskim funkcjonuje metro tylko dla władz i wojska, prawdopodobnie jedyne takie na świecie.
- Najwięcej miast z metrem mają Chiny – 17, Stany Zjednoczone – 11 i Japonia – 10.
- Spośród państw europejskich najwięcej miast z metrem ma Rosja – 7. Dwa z nich znajdują się w azjatyckiej części Federacji.
- Spośród państw europejskich, które w 100% znajdują się w Europie (pomijając terytoria zamorskie), najwięcej miast z metrem mają Hiszpania – 7 i Francja – 6.
- Najbardziej na północ położonym systemem metra jest metro w Helsinkach, najbliższe bieguna południowego jest metro w Buenos Aires.
- Kontynentem z najmniejszą liczbą miast z metrem poza Antarktydą jest Afryka – funkcjonują tylko w Kairze i Algierze, a w budowie jest system w Abidżanie.

W państwach Unii Europejskiej istnieje obecnie ponad 40 sieci metra; ostatnie inwestycje przeprowadzono w: Kopenhadze (październik 2002), Porto (grudzień 2002), Rennes (2002), Turynie (2006), Palma de Mallorca (2007), Sewilli (2009), Brescii (marzec 2013) i Maladze (lipiec 2014). W 2024 roku została oddana do użytkowania linia metra w Salonikach.

### Metro w Polsce

#### Warszawa
Plany wybudowania metra w Warszawie pojawiały się już w okresie międzywojennym. Pierwsze poważne prace przerwał wybuch II wojny światowej. Krótko po wojnie powrócono do pomysłu budowy kolei podziemnej w Warszawie, zmieniając plany na rzecz metra głębokiego. Zaawansowany projekt został jednak zarzucony z powodu wysokich kosztów i trudności w budowie.
Działające metro w Warszawie było formalnie budowane od 15 kwietnia 1983 r. (kiedy to został wbity w ziemię pierwszy pal stalowy na trasie wykopu podziemnej kolei), a gotowy odcinek metra otwarto 7 kwietnia 1995, z czteroletnim opóźnieniem. I linia (Kabaty – Młociny) została ukończona po 25 latach, 25 października 2008 roku, kiedy to otwarto trzy ostatnie stacje na północnym krańcu.
Budowa centralnego odcinka II linii metra, długości około 6 km ze stacjami Rondo Daszyńskiego, Rondo ONZ, Świętokrzyska, Nowy Świat-Uniwersytet, Centrum Nauki Kopernik, Stadion Narodowy i Dworzec Wileński rozpoczęła się w 2010 roku. Druga linia metra ruszyła 8 marca 2015.

#### Łódź
W latach 30. XX w. pojawiła się koncepcja budowy metra w Łodzi. Zakładała budowę jednej linii z Bałuckiego Rynku do Górnego Rynku (obecnie plac Reymonta). Koncepcje te nie zostały zrealizowane. Według jednej z późniejszych koncepcji miały powstać dwie linie o łącznej długości 53,5 km:
- Linia A: Teofilów – Bałucki Rynek – Śródmieście – plac Niepodległości – Dąbrowa – Olechów – Janów[16],
- Linia B: Retkinia – dworzec Łódź Kaliska – dworzec Łódź Fabryczna – dzielnica Uniwersytecka – Henryków[16].

#### Wrocław
W latach 30. XX wieku oraz w czasie II wojny światowej planowano budowę metra we Wrocławiu. Także po wojnie opracowano plan metra we Wrocławiu, został on zamieszczony w publikacji „Szybka Komunikacja Miejska” opracowanej przez Jerzego Ostaszewicza i Mariana Rataja. Wstępnie zaproponowano 2 linie poprowadzone w tunelu:
- linia I: Dworzec Nadodrze – Rynek – Piłsudskiego – Powstańców Śląskich. – Hallera
- linia II: Pilczyce – Plac Jana Pawła II – Rynek – Plac Dominikański – Plac Grunwaldzki

W późniejszym czasie zaproponowano przedłużenie powyższych linii: w tunelu lub w wariancie naziemnym. Przez długie lata we Wrocławiu panowało stwierdzenie, że w warunkach hydrologiczno-geologicznych, w których położone jest miasto nie jest możliwa budowa metra. Jednak przy obecnym zaawansowaniu technologii nie byłby to duży problem. Na przełomie czerwca i lipca 2011 roku w prasie pojawiła się informacja, że Urząd Miejski we Wrocławiu zlecił Polskiej Akademii Nauk wykonanie koncepcji budowy metra we Wrocławiu. Naukowcy z Politechniki Wrocławskiej zamiast klasycznego metra proponują dwa tunele tramwajowe pod ścisłym centrum miasta, co jest wariantem kilkukrotnie tańszym. W 2013 roku przedstawiono wstępną koncepcję metra we Wrocławiu. W 2015 roku mieszkańcy głosowali nad pomysłem budowy metra we Wrocławiu w referendum lokalnym, a 53,3% głosujących było przeciw.

## Znaki metra na świecie

Ateny
Barcelona
Berlin
Bilbao
Bruksela
Budapeszt
Buenos Aires
Charków
Delhi
Dniepr
Erywań
Helsinki
Kijów
Kopenhaga
Londyn
Los Angeles
Madryt
Meksyk
Mińsk
Montreal
Moskwa
Nagoja
Osaka
Oslo
Paryż
Pekin
Petersburg
Pjongjang
Porto
Rzym
Santiago de Chile
São Paulo
Sewilla
Stambuł
Sofia
Sztokholm
Tbilisi
Tiencin
Tokio (Tōkyō Metro)
Tokio (Toei)
Warszawa
Waszyngton